# Bank of America Center
Cet article possède un paronyme, voir Bank of America Tower.
La Bank of America Center (Republic Bank Center, NCNB Center ou NationsBank Center) est un gratte-ciel de Houston (Texas) dont la construction s'est terminée en 1983.
Il a été conçue par l'agence Johnson/Burgee Architects de l'architecte américain Philip Johnson